# Гамцемлидзе, Шота Леонович
Шота Леонович Гамцемли́дзе (1921—1945) — участник Великой Отечественной войны, гвардии младший сержант, командир отделения противотанковых ружей мотострелкового батальона 4-й гвардейской мотострелковой бригады 2-го гвардейского танкового корпуса 3-го Белорусского фронта, Герой Советского Союза.

## Биография
Родился в 1921 году в Тбилиси в семье служащего. Грузин. Образование среднее. Являлся Кандидатом в члены КПСС.
В 1941 году мобилизован в Красную Армию. Участвовал в боях с ноября 1941 года. В декабре 1941 года Гамцемлидзе принимал участие в контрнаступлении советских войск под Москвой.
В мае 1942 года, во время формирования танковых и механизированных корпусов, Шота Гамцемлидзе был зачислен в состав мотострелковой бригады 26-го танкового корпуса. Сражался на Дону в районе сёл Коротояк и Урыво-Покровское.
Принимал участие в контрнаступлении под Сталинградом, где в составе танкового корпуса совершил глубокий рейд в район станции Тацинская и участвовал в её освобождении. За это корпусу было присвоено почётное наименование «гвардейский».
В 1943 году — бои за освобождение Ворошиловграда, города Ельни Смоленской области, на Курской дуге у села Бутово.
Летом 1944 года танковый танковый корпус Гамцемладзе участвовал в освобождении Белоруссии и Литвы (операция «Багратион»), Минска, в августе 1944 года города Вилкавишкис (Литва).

## История подвига
В январе 1945 года Шота Гамцемладзе принимал участие в наступательных боях в Восточной Пруссии. В полосе наступления находился посёлок Ауленбах, 
(ныне Калиновка Черняховского района Калининградской области), являвшийся мощным укреплённым пунктом немецких войск. 20 января 1945 года советские войска предприняли штурм Ауленбаха. Преодолевая артиллерийский и миномётный огонь, красноармейцы смогли ворваться в посёлок. Среди первых были бойцы отделения противотанковых ружей (ПТР) во главе с гвардии младшим сержантом Гамцемлидзе. Огнём из противотанковых ружей они смогли поджечь бронетранспортёр и две самоходные пушки. Завязались уличные бои. Фашистам удалось подтянуть резерв в виде тяжёлых танков и самоходных орудий.
Советская атака была прервана. Танковый и пушечный огонь заставил их искать укрытия. Бронебойщику Шота Гамцемладзе удалось незаметно подползти к врагу и выстрелами из ПТР подбить два «Фердинанда». Однако оставался ещё тяжёлый танк «Тигр», броню которого ПТР пробить не могло. Стрелок кинул гранату, но взрыв не повредил танку. Затем младший сержант Гамцеладзе со связкой противотанковых гранат короткими перебежками добрался до головной машины и бросился под её гусеницу. Раздавшийся взрыв уничтожил танк и сорвал немецкую контратаку. В ночь на 20 января 1945 года посёлок Ауленбах был взят советскими частями.
Шота Гамцемладзе был похоронен в посёлке Калиновка Калининградской области в братской могиле.

## Награды
24 марта 1945 года указом Президиума Верховного Совета СССР за образцовое выполнение боевых заданий командования на фронте борьбы с немецко-фашистскими захватчиками и проявленные при этом отвагу и геройство гвардии младшему сержанту Шоте Леоновичу Гамцемлидзе было посмертно присвоено звание Героя Советского Союза.
Награждён также орденом Ленина и медалью.

## Память
Приказом Министра обороны СССР Ш. Л. Гамцемлидзе был навечно зачислен в списки личного состава 1-й роты в/ч 06705(36-я отдельная гвардейская мотострелковая бригада) .
Его именем названы улица и школа в Тбилиси, школа в посёлке Калиновка, траулер МРХ, а также Ш. Л. Гамцемлидзе зачислен в списки бригады Тбилисского завода имени Димитрова.